# Église Saint-Genest de Flavigny-sur-Ozerain
Pour les articles homonymes, voir Église Saint-Genest.

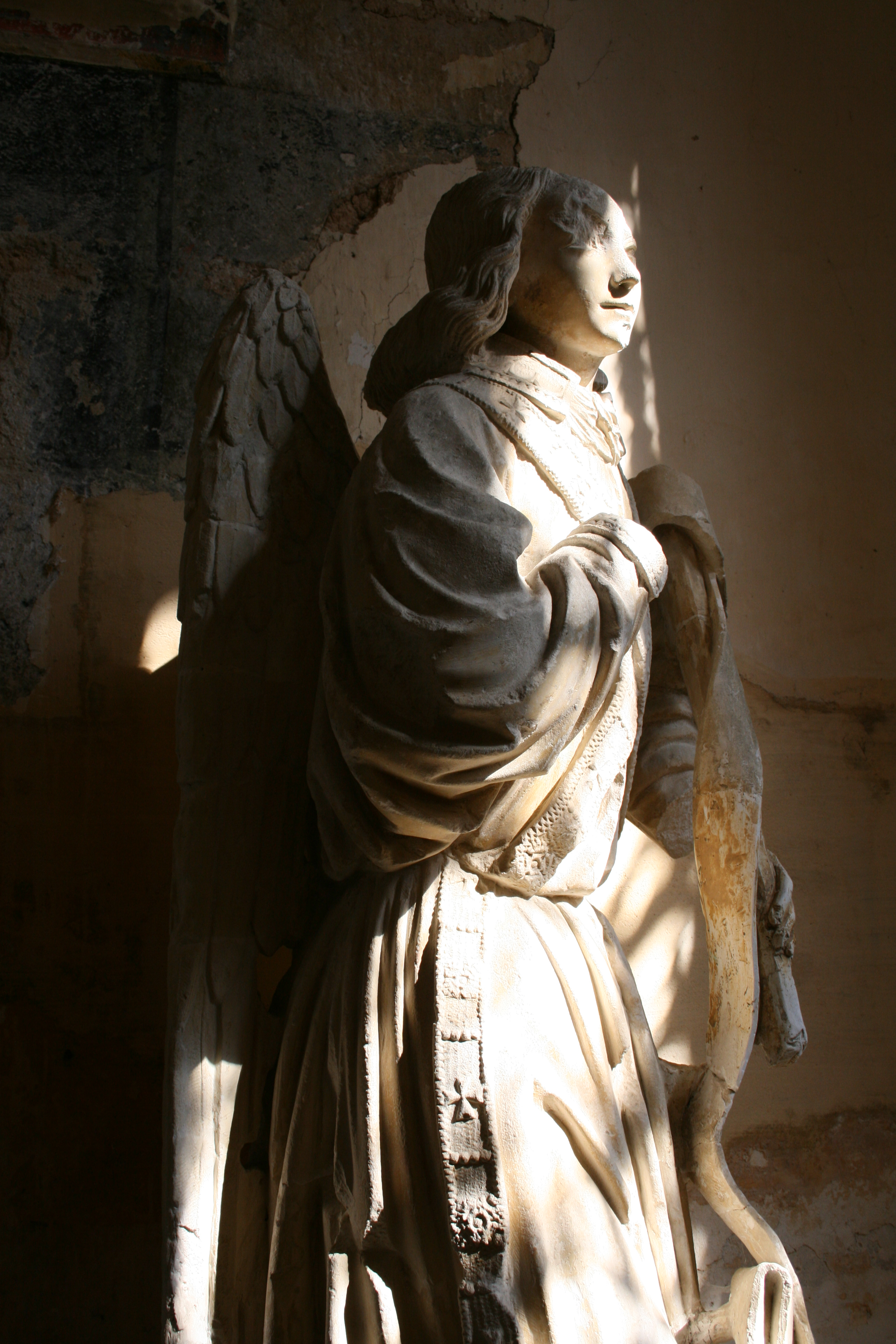
L'Ange de l'Annonciation

L’église Saint-Genest (ou Saint-Genès ) de Flavigny-sur-Ozerain est une église de style gothique, édifiée au XIIIe siècle, dont la transformation aux XVe siècle et XVIe siècle atteste l'évolution du village à la fin du Moyen Âge.

## Historique
L'actuelle église fait suite à un édifice roman préexistant, la croissance de la cité expliquant la construction au XIIIe siècle d'un bâtiment plus spacieux susceptible de répondre aux besoins de la population. D'importantes transformations interviennent au XVe siècle sous l'impulsion de Quentin Ménard, archevêque de Besançon et natif du lieu. La nef est surélevée pour accueillir de part et d'autre des tribunes. L'église est consacrée en 1435 par Laurent Pinon, évêque d'Auxerre. Durant le XVIe siècle, des chapelles latérales sont rajoutées par de riches familles bourgeoises du village.

## Description

### Architecture

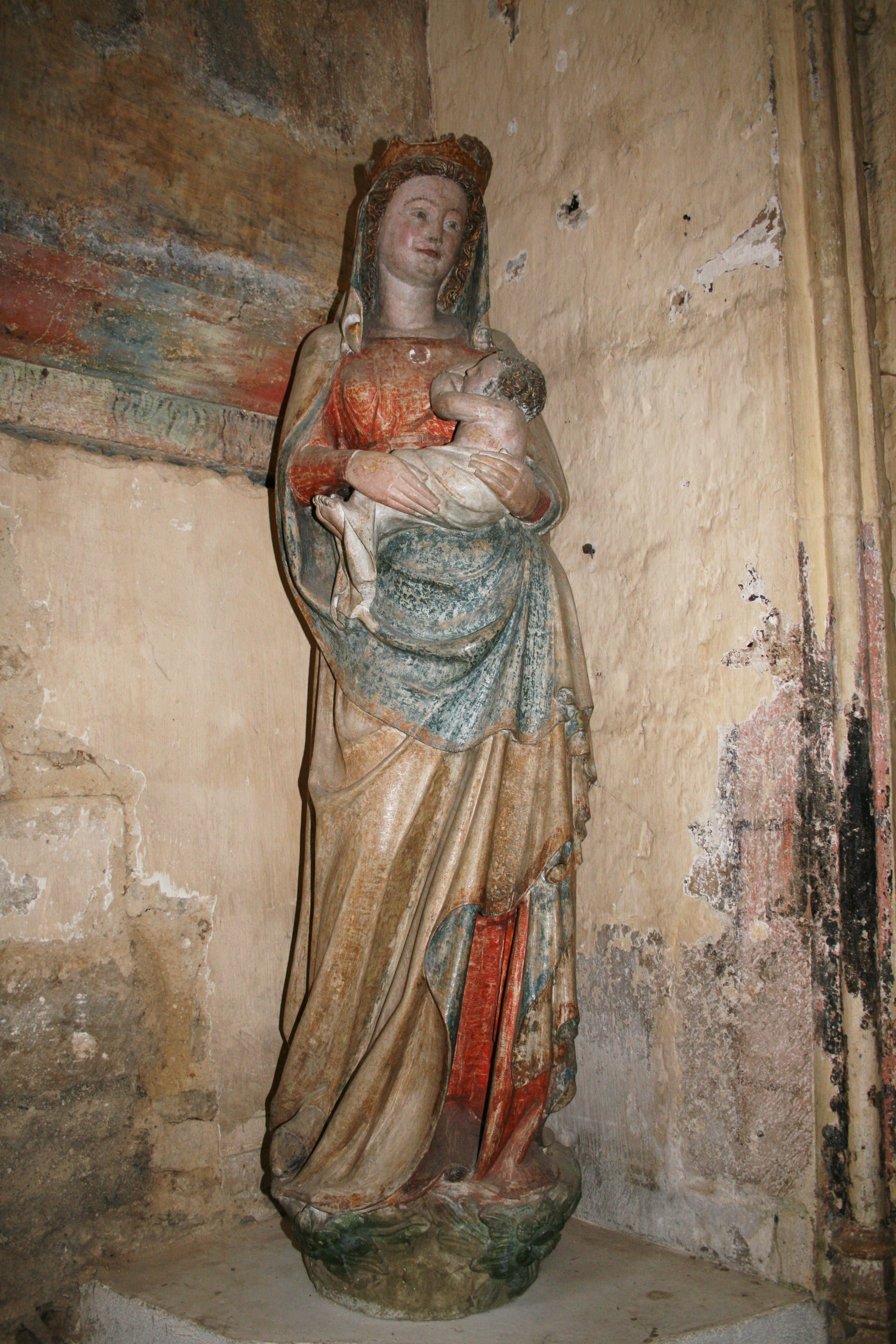
Vierge allaitante

L'église comporte une tribune centrale en pierre de style gothique flamboyant et des stalles du XVIe siècle, destinées à accueillir la confrérie des Messieurs de Saint Genest fondée par Quentin Ménard en 1459, collège de clercs qui existera jusqu'à la Révolution. Une importante statuaire existe, avec une Vierge allaitante du XIIe siècle et un Ange de l'Annonciation du XVe siècle. Les reliques de Sainte Reine ont été transférées dans l'église en 1793.

## Protection
L'église Saint-Nicolas fait l’objet d’un classement au titre des monuments historiques sur la liste des monuments historiques protégés en 1840. C'est l'un des huit monuments du département de la Côte-d'Or figurant sur cette liste.

## Galerie de photos

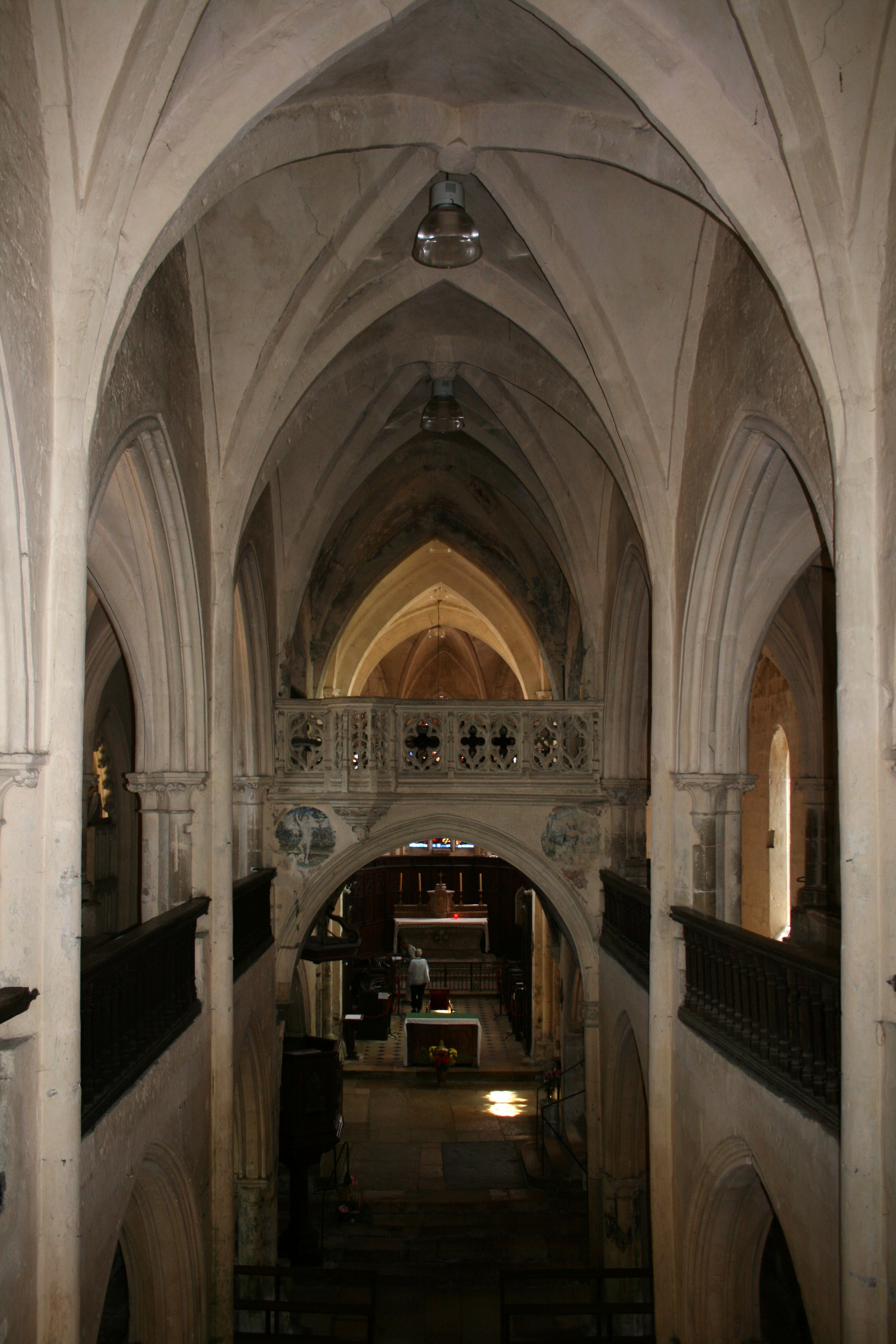
Nef de l'église
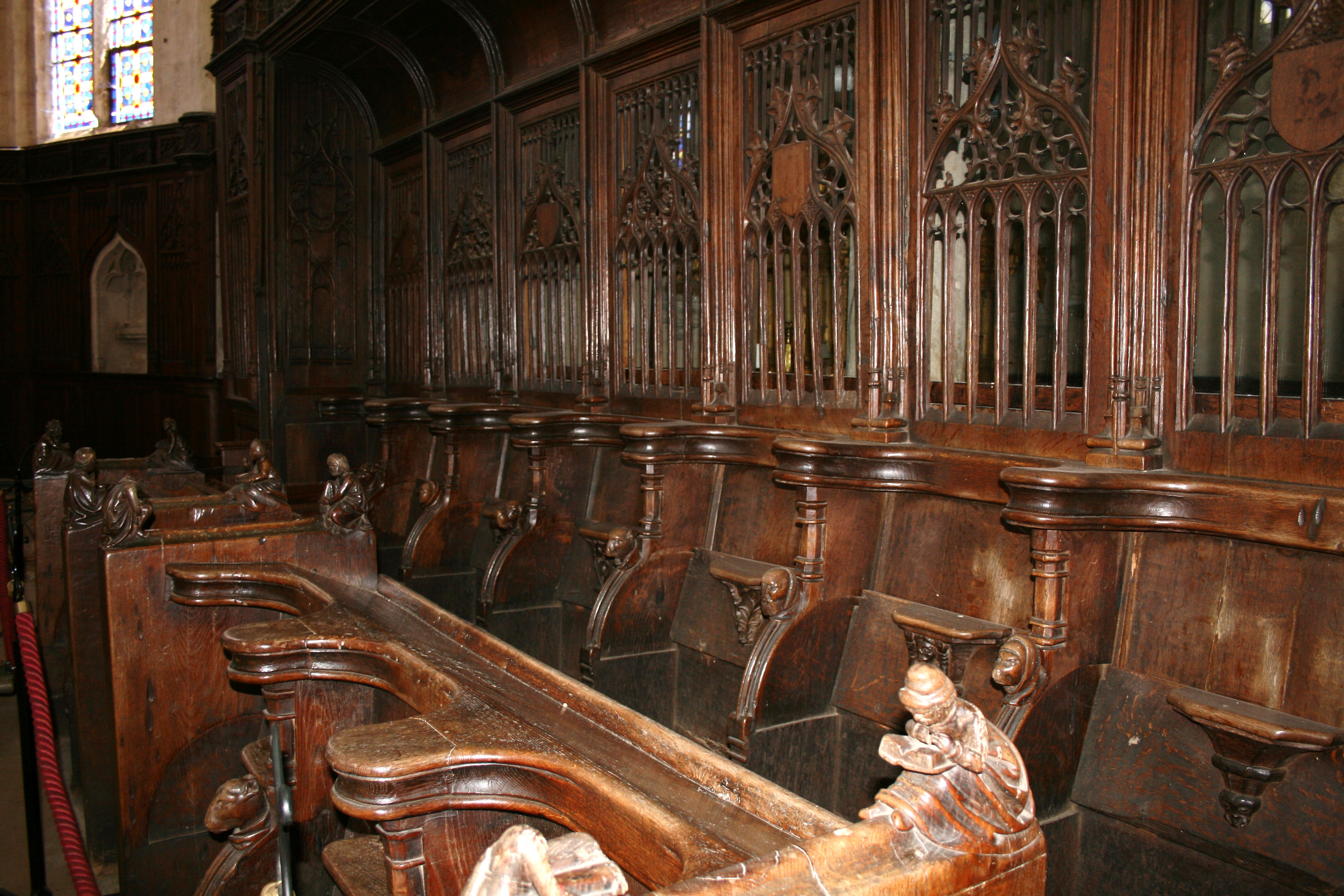
Stalles
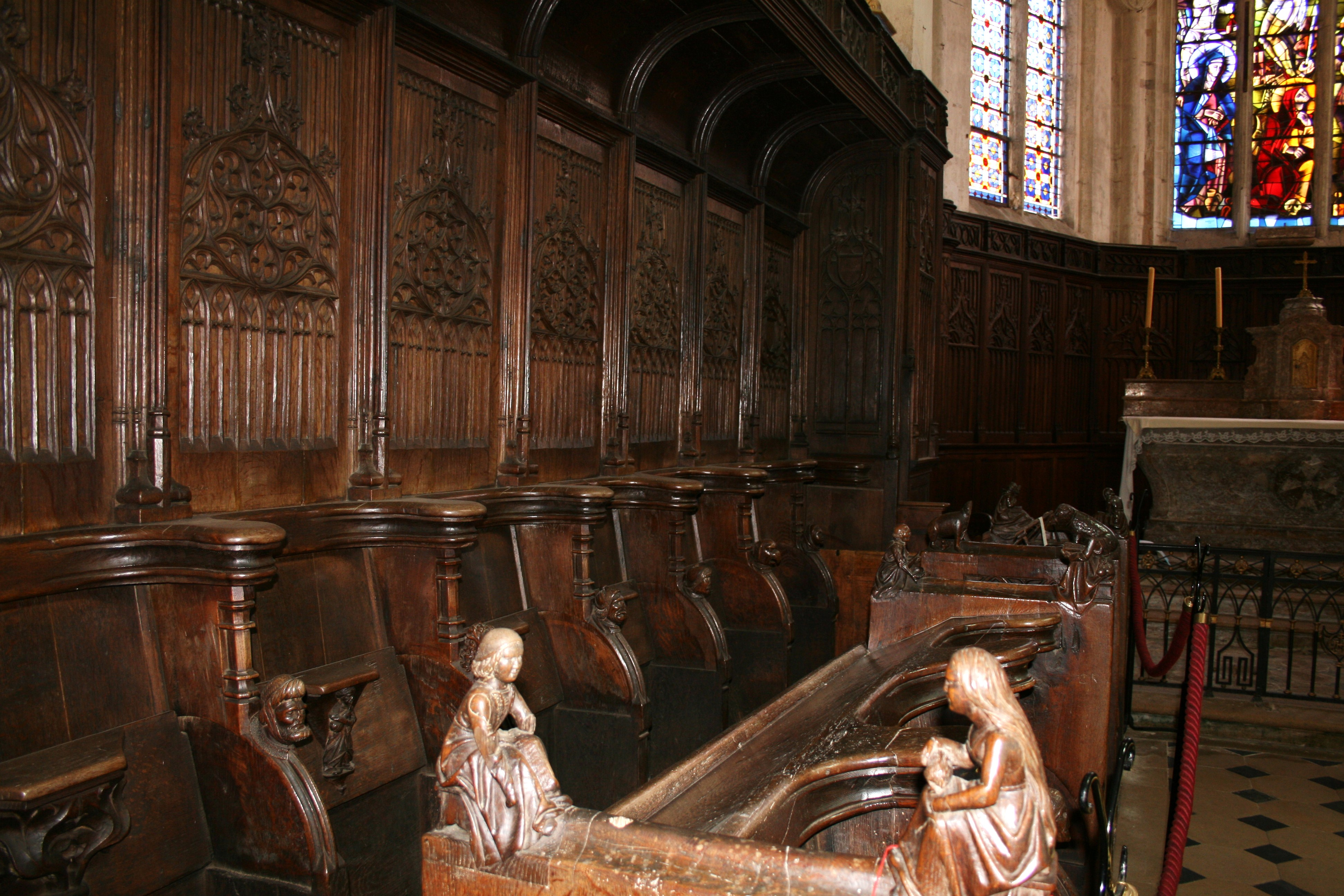
Stalles

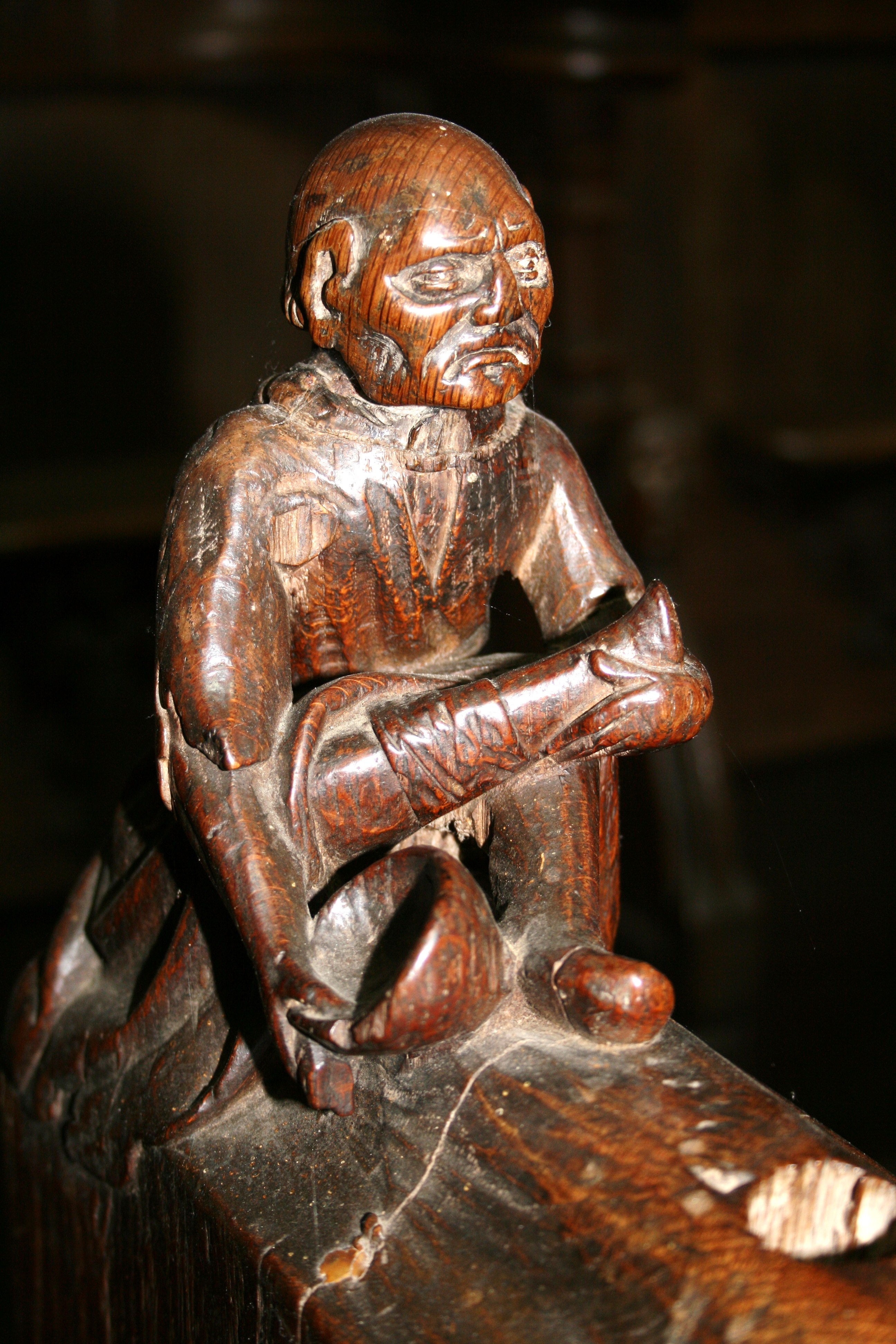
Stalles détail
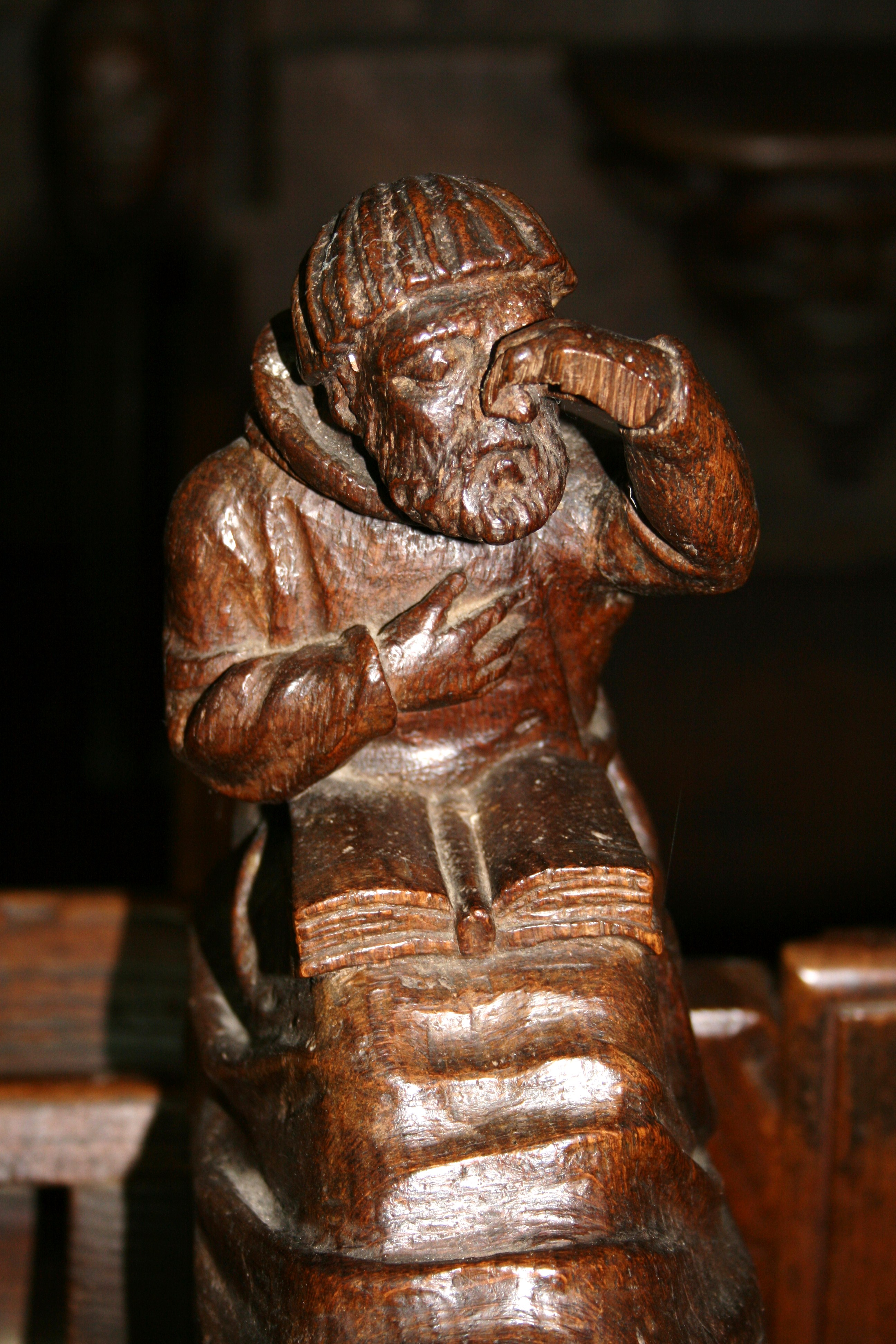
Stalles détail